# UCI Africa Tour 2023
L'UCI Africa Tour 2023 è la diciannovesima edizione dell'UCI Africa Tour, uno dei cinque circuiti continentali di ciclismo dell'Unione Ciclistica Internazionale, composto da corse che si disputano nel continente africano.

## Squadre partecipanti
La partecipazione delle squadre alle diverse gare dipende dalla categoria dell'evento. Ad esempio le squadre UCI World Tour possono partecipare esclusivamente a corse di categoria .1 e il loro numero è limitato.
| Categoria | Categoria            | Squadre |
| --------- | -------------------- | --- |
| .1        | 1.1 (Corse in linea) | * UCI World Tour (max 50%) * UCI ProTeam * UCI Continental Team * Squadre nazionali                                        |
| .1        | 2.1 (Corse a tappe)  | * UCI World Tour (max 50%) * UCI ProTeam * UCI Continental Team * Squadre nazionali                                        |
| .2        | 1.2 (Corse in linea) | * UCI ProTeam * UCI Continental Team * Squadre nazionali * Squadre regionali e di club * Squadre miste di squadre africane |
| .2        | 2.2 (Corse a tappe)  | * UCI ProTeam * UCI Continental Team * Squadre nazionali * Squadre regionali e di club * Squadre miste di squadre africane |

## Calendario

### Novembre 2022
| Data  | Prova                              | Cat. | Vincitore                                                                | Squadra                                                                  |
| ----- | ---------------------------------- | ---- | ------------------------------------------------------------------------ | ------------------------------------------------------------------------ |
| 3     | Grand Prix Sakia El Hamra (2022)   | 1.2  | Ahmed Al Mansoori                                                        | Emirati Arabi Uniti                                                      |
| 5     | Grand Prix Oued Eddahab (2022)     | 1.2  | Heiko Homrighausen                                                       | Team Embrace The World                                                   |
| 6     | Grand Prix Al Massira (2022)       | 1.2  | Jules de Cock                                                            | Global Cycling Team                                                      |
| 8     | Trophée Princier (2022)            | 1.2  | Achraf Ed Doghmy                                                         | Marocco                                                                  |
| 10    | Trophée de l'Anniversaire (2022)   | 1.2  | Nasser Eddine Maatougui                                                  | Sidi Ali-Kinetic Sports                                                  |
| 11    | Trophée de la Maison Royale (2022) | 1.2  | Adil El Arbaoui                                                          | Marocco                                                                  |
| 11-20 | Tour du Faso (2022)                | 2.2  | Cancellata a causa del colpo di Stato in Burkina Faso del settembre 2022 | Cancellata a causa del colpo di Stato in Burkina Faso del settembre 2022 |

### Gennaio
| Data  | Prova                            | Cat. | Vincitore      | Squadra       |
| ----- | -------------------------------- | ---- | -------------- | ------------- |
| 23-29 | La Tropicale Amissa Bongo (2023) | 2.1  | Geoffrey Soupe | TotalEnergies |

### Febbraio
| Data  | Prova                                   | Cat. | Vincitore       | Squadra                           |
| ----- | --------------------------------------- | ---- | --------------- | --------------------------------- |
| 1°-5  | Tour du Sahel (2023)                    | 2.2  | Adil El Arbaoui | Marocco                           |
| 9     | Campionati africani - Cronometro (2023) | CC   | Charles Kagimu  | Uganda                            |
| 13    | Campionati africani - In linea (2023)   | CC   | Henok Mulubrhan | Eritrea                           |
| 19-26 | Tour du Rwanda (2023)                   | 2.1  | Henok Mulubrhan | Green Project-BardianiCSF-Faizanè |

### Marzo
| Data | Prova                                 | Cat. | Vincitore       | Squadra                         |
| ---- | ------------------------------------- | ---- | --------------- | ------------------------------- |
| 7-16 | Tour d'Algérie (2023)                 | 2.2  | Paul Hennequin  | Nice Métropole Côte d'Azur      |
| 17   | Grand Prix de la Ville d'Alger (2023) | 1.2  | Youcef Reguigui | Terengganu Polygon Cycling Team |

### Maggio
| Data | Prova                                                 | Cat. | Vincitore        | Squadra               |
| ---- | ----------------------------------------------------- | ---- | ---------------- | --------------------- |
| 2-7  | Tour du Benin (2023)                                  | 2.2  | Achraf Ed-Doghmy | Marocco               |
| 26   | Grand Prix du Prince Héritier Moulay el Hassan (2023) | 1.2  | Lukáš Kubiš      | Dukla Banska Bystrica |
| 27   | Grand Prix du Trône (2023)                            | 1.2  | Lukáš Kubiš      | Dukla Banska Bystrica |
| 28   | Grand Prix de la Famille Royale (2023)                | 1.2  | Youcef Reguigui  | Algeria               |

### Giugno
| Data | Prova                                             | Cat. | Vincitore          | Squadra                           |
| ---- | ------------------------------------------------- | ---- | ------------------ | --------------------------------- |
| 3-11 | Tour du Cameroun (2023)                           | 2.2  | Mohcine El Kouraji | Al Shafar Jumeirah Cycling Team   |
| 6-9  | Tour de Maurice (2023)                            | 2.2  | Archie Cross       | Velo Schils Interbike Racing Team |
| 11   | Courts Mammouth Classique de l'île Maurice (2023) | 1.2  | Youcef Reguigui    | Terengganu Polygon Cycling Team   |

### Settembre
| Data | Prova                       | Cat. | Vincitore        | Squadra                       |
| ---- | --------------------------- | ---- | ---------------- | ----------------------------- |
| 8    | Grand Prix Boukraa (2023)   | 1.2  | Sergej Rostovcev | Beykoz Belediyesi Spor Kulübü |
| 9    | Grand Prix Es-Semara (2023) | 1.2  | Adil El Arbaoui  | Marocco                       |
| 10   | Grand Prix El Marsa (2023)  | 1.2  | Sergej Rostovcev | Beykoz Belediyesi Spor Kulübü |

### Ottobre
| Data | Prova                          | Cat. | Vincitore    | Squadra |
| ---- | ------------------------------ | ---- | ------------ | ------- |
| 3-7  | Grand Prix Chantal Biya (2023) | 2.2  | Yacine Hamza | Algeria |

## Classifiche
Aggiornato al 31/10/23 

### Classifica individuale
La classifica è composta da tutti i corridori del continente che abbiano ottenuto punti nell'UCI World Ranking.
| Pos. | Corridore                  | Squadra     | Punti  |
| ---- | -------------------------- | ----------- | ------ |
| 1    | Henok Mulubrhan            | Gr. Project | 844,75 |
| 2    | Biniam Girmay              | Intermarché | 793    |
| 3    | Achraf Ed Doghmy           |             | 620    |
| 4    | Adil El Arbaoui            |             | 441    |
| 5    | Yacine Hamza               |             | 419    |
| 6    | Christopher Rougier-Lagane |             | 334,11 |
| 7    | Louis Meintjes             | Intermarché | 334    |
| 8    | Natnael Tesfatsion         | Lidl        | 333    |
| 9    | Amanuel Gebreigzabhier     | Lidl        | 307,14 |
| 10   | Youssef Bdadou             | Sidi Ali    | 237    |

### Classifica a squadre
La classifica viene calcolata sommando i punti della classifica individuale dei migliori 8 ciclisti per squadra.
| Pos. | Squadra                     | Punti |
| ---- | --------------------------- | ----- |
| 1    | Sidi Ali-Unlock Team        | 272   |
| 2    | May Stars                   | 90    |
| 3    | BAI Sicasal Petro de Luanda | 53    |

### Classifica per nazioni
La classifica viene calcolata sommando i punti dei migliori 8 ciclisti per nazione.
| Pos. | Nazione      | Punti    |
| ---- | ------------ | -------- |
| 1    | Eritrea      | 2 855,24 |
| 2    | Marocco      | 2 010    |
| 3    | Algeria      | 1 252,50 |
| 4    | Sudafrica    | 1 087,57 |
| 5    | Ruanda       | 781,66   |
| 6    | Mauritius    | 641,98   |
| 7    | Etiopia      | 311      |
| 8    | Burkina Faso | 273,99   |
| 9    | Zimbabwe     | 258      |
| 10   | Benin        | 219      |

### Classifica per nazioni U23
La classifica viene calcolata sommando i punti dei migliori 8 ciclisti per nazione della categoria U23.
| Pos. | Nazione   | Punti  |
| ---- | --------- | ------ |
| 1    | Ruanda    | 424,59 |
| 2    | Eritrea   | 423,25 |
| 3    | Algeria   | 342,5  |
| 4    | Etiopia   | 234    |
| 5    | Marocco   | 223    |
| 6    | Sudafrica | 217    |
| 7    | Mauritius | 114,78 |
| 8    | Tunisia   | 103    |
| 9    | Zimbabwe  | 66     |
| 10   | Namibia   | 63     |